# لي جي هيون
لي جي هيون (بالكورية: 이지현)‏ هي ممثلة ومغنية كورية جنوبية، ولدت يوم 12 أكتوبر 1983 في سول في كوريا الجنوبية.

## روابط خارجية
- لا بيانات لهذه المقالة على ويكي بيانات تخص الفن